# 西大亭鸟
，是雀形目园丁鸟科的一种鸟类。
西大亭鸟体重约135.98克，翼长约141.6毫米，嘴峰长约27.1毫米，喙宽度约6.9毫米，喙厚度约8.9毫米，跗蹠长约39.3毫米，尾长约92.6毫米。西大亭鸟在其分布区内为留鸟，其栖息在半开放的灌木丛中，食性为草食性。

## 亚种
- ：分布于西澳大利亚州的西北角地区。
- ：分布于西澳大利亚州的皮尔布拉至澳大利亚中部。[4]